# Willy Lorenz
Pour les articles homonymes, voir Lorenz.
Eugen "Willy" Lorenz, né le 15 août 1890 à Potsdam, est un coureur cycliste allemand. Spécialiste de la piste et des courses de six jours, il a notamment été  champion d'Allemagne de vitesse en 1922, 1924 et 1926.

## Biographie
Willy Lorenz appartient à la première génération de stars de la piste allemande. Étant natif de Potsdam, il est particulièrement populaire sur les courses sur piste de Berlin. 
En 1910, Lorenz prend la seconde place à Berlin. Les deux années suivantes, il remporte les Six jours de Dresde en compagnie de Karl Saldow. Les deux remportent également les Six jours de Berlin en 1914, avant l'interruption de leur carrière sportive en raison de la Première Guerre mondiale au cours de laquelle Lorrenz est engagé en tant que soldat. Après-guerre, il devient champion d'Allemagne de vitesse en 1922, 1924 et 1926.
Au cours de sa carrière, de 1910 à 1927, il prend part à 33 courses de six jours et en remporte 10, la plupart avec Karl Saldow. Il est l'un des premiers pistards à avoir connu le succès à la fois sur les courses de six jours (endurance) et en vitesse (sprint).
Après sa carrière cycliste, Lorenz se reconvertit dans la vente de voiture. Il est par la suite recruté en tant qu’entraîneur par la Fédération Hongroise de cyclisme, en 1939.

## Palmarès sur piste

### Championnats d'Europe
- 1911
  -  Médaillé d'argent du championnat d'Europe de vitesse

### Six jours
- 1911
  - Six jours de Dresde (avec Karl Saldow)
- 1912
  - Six jours de Dresde (1) (avec Karl Saldow)
  - Six jours de Dresde (2) (avec Karl Saldow)
- 1913
  - Six jours de Hanovre (avec Karl Saldow)
- 1914
  - Six jours de Berlin (avec Karl Saldow)
- 1921
  - Six jours de Breslau (avec Eugen Stabe (de))
- 1924
  - Six jours de Berlin (avec Karl Saldow)
  - Six jours de Breslau (avec Franz Krupkat)
- 1927
  - Six jours de Berlin (avec Alessandro Tonani (it))
  - Six jours de Dortmund (avec Alessandro Tonani (it))

### Championnats d'Allemagne
- 1922
  -  Champion d'Allemagne de vitesse
- 1924
  -  Champion d'Allemagne de vitesse
- 1926
  -  Champion d'Allemagne de vitesse